# Црква Преподобног Сисоја Великог у Доњем Залуковику
Црква Преподобног Сисоја Великог једнобродна је грађевина у селу Доњи Залуковик, општина Власеница, Република Српска. Припада епархији зворничко-тузланској, а посвећена је Сисоју Великом.
Градња цркве започета је 2000. године. Пројекат је урађен према храму у Новој Касаби код Милића. Сазидана је од блокова, покривена бакром и има звоник са једним звоном. Када је градња завршена, Епископ зворничко-тузлански Василије осветио је цркву 2008. године.
Црква није живописана, иконостас је израђен у столарској радионици у Власеници, а иконе су каширане. На око 2 километра од цркве налази се гробље, а на храму се налази спомен-плоча са именима пострадалих бораца овог краја у Одбрамбено-отаџбинском рату 1992—1995. године.